# البئر (فلم 1951)
البئر (بالإنجليزية: The Well) فيلم دراما أمريكي بالأبيض والأسود، انتج عام 1951 من إخراج روسل روس وبطولة ريتشارد روبير. يحكي قصة طفلة سوداء تبلغ من العمر خمس سنوات، تسقط في بئر مهجور، بينما تلتقط الأزهار في طريقها إلى المدرسة ذات صباح.

## روابط خارجية
- مقالات تستعمل روابط فنية بلا صلة مع ويكي بيانات